# Cabanes (Castellón)
No confundir con Cabanes (Gerona)
Cabanes es un municipio de la Comunidad Valenciana, España. Situado en la provincia de Castellón, en la comarca de la Plana Alta. Cuenta con 2958 habitantes (INE 2019).

## Geografía
Integrado en la comarca de Plana Alta, se sitúa a 28 kilómetros de la capital provincial. El término municipal está atravesado por la Autopista del Mediterráneo (AP-7) y por la carretera nacional N-340, entre los pK 1000 y 1007, además de por la autovía autonómica CV-10, que conecta con Villanueva de Alcolea y Puebla-Tornesa, y por carreteras locales que permiten la comunicación entre las pedanías y con el municipio de Vall d'Alba.  
El relieve del municipio es bastante irregular, con numerosos barrancos y ramblas que se dirigen hacia la costa, donde se encuentra el Parque Natural del Prat de Cabanes-Torreblanca. Por el sur se extiende parte del Parque Natural del Desierto de las Palmas, cerca de la Sierra de los Santos y la Sierra de Oropesa. La altitud oscila entre los 664 metros al sur, en la Sierra de los Santos, y el nivel del mar. El pueblo se alza a 290 metros sobre el nivel del mar.
| Noreste: Vall d'Alba              | Norte: Benlloch | Noreste: Torreblanca     |
| Oeste: Vilafamés y Puebla-Tornesa |                 | Este: Mar Mediterráneo   |
| Suroeste: Puebla-Tornesa          | Sur: Benicasim  | Sureste: Oropesa del Mar |

### Barrios y pedanías

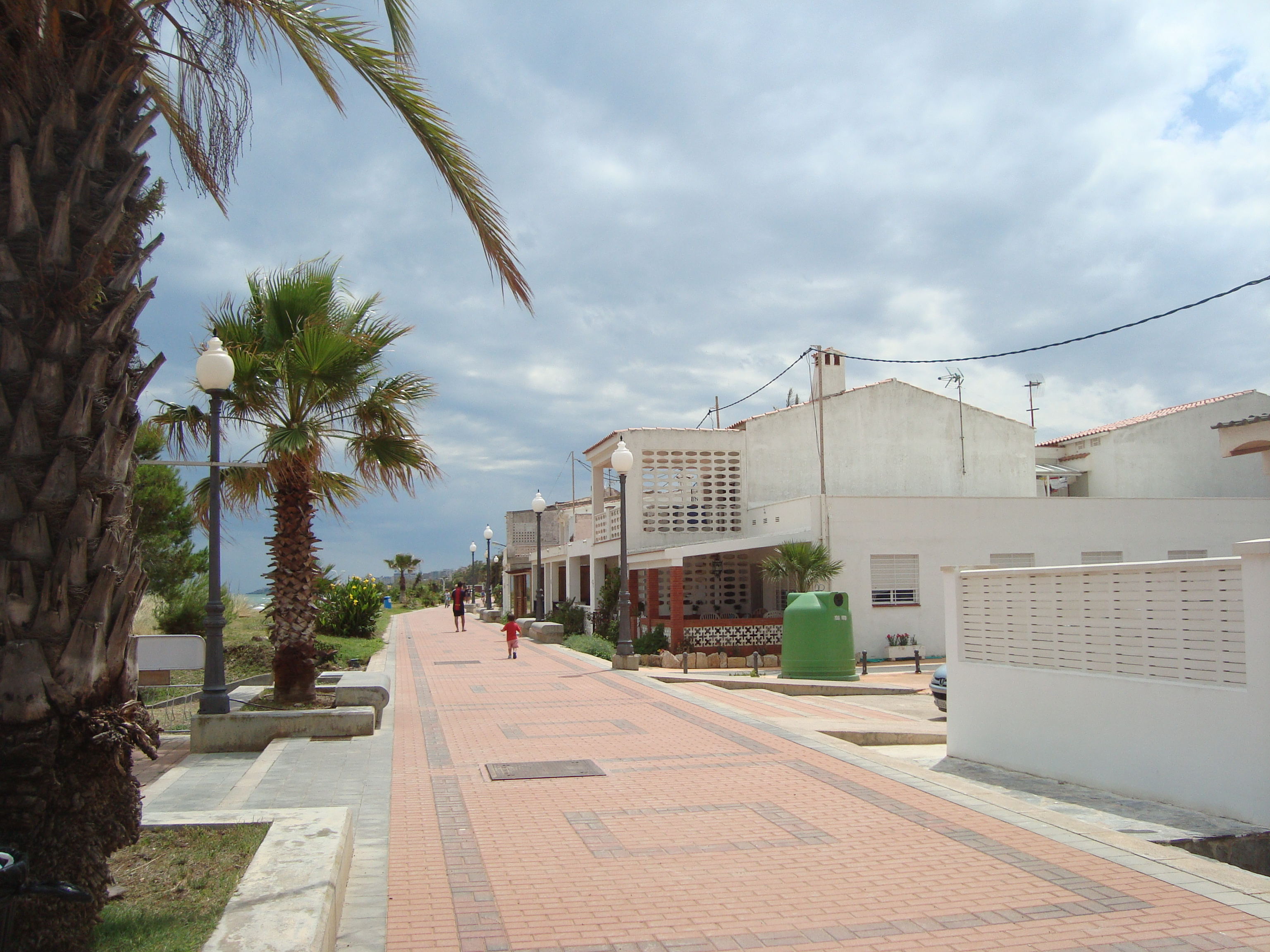
Poblado marítimo de Torre de la Sal

En el término municipal de Cabanes se integran también los siguientes núcleos de población:
- El Borseral
- El Empalme
- La Font Tallà
- Más de Enqueixa
- El Polido
- Les Santes
- Torre la Sal.
- El Ventorrillo
- Venta de San Antonio-Estación

### Localidades limítrofes
El extenso término municipal de Cabanes limita con las localidades de Torreblanca, Benlloch, Vall d'Alba, Villafamés, Puebla-Tornesa, Benicasim y Oropesa del Mar, todas ellas pertenecientes a la provincia de Castellón.

## Historia
Prehistoria

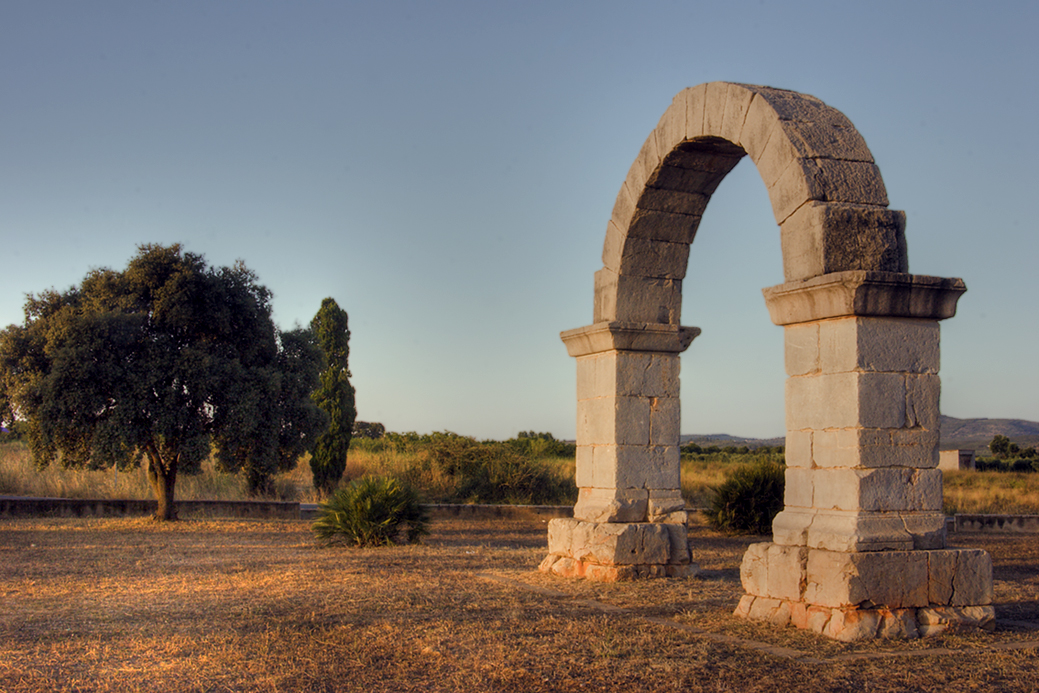
Arco romano

Son notables las estaciones prehistóricas de su término y los numerosos hallazgos ibéricos. Se tiene noticia de un poblado sumergido en el mar, junto a la Torre de la Sal y es famosa la estela ibérica hallada en 1913 en El Polido. De la época romana se han hallado en las inmediaciones de la población varios fragmentos de lápidas, estudiadas en 1789 por el príncipe Pío de Saboya, y son numerosos los hallazgos de cerámica y monedas romanas en el Pla de l'Arc, extensa llanura de 24 kilómetros cuadrados que toma el nombre del famoso arco que está en su centro.
Época romana
Aunque parece ser que Cabanes fue fundada en la época romana como una mansión de la Vía Augusta - hoy Camino dels Romans- con el nombre de Ildum, la población actual nació en 1243 como unos de los pueblos del distrito foral de Miravet. Su pujanza en todos los órdenes hizo que en 1575 se le anexionasen a su término los de los antiguos castillos de Albalat (topónimo menor referente a un lugar del norte del término) y Miravet, motivo por el que adoptó entonces como escudo un castillo con tres torres.
Edad Media
Ya en 1178 el rey Alfonso II de Aragón había prometido a la catedral de Tortosa varias donaciones en este territorio para cuando se conquistase a los musulmanes, pero es en el reinado de Jaime I cuando se consolida la conquista y la plena confirmación de estas donaciones para interesar al Obispo y Cabildo de Tortosa en la conquista definitiva del territorio y agradecerles la ayuda prestada. Así pues, el 27 de abril de 1224, estando el Rey en Huesca confirma las donaciones de diversos castillos, y en la misma fecha, un año después (27 de abril de 1225), desde Tortosa otorga al obispo Poncio de Torrella dos nuevos documentos de donación de los castillos de Miravet, Sufera y Fadrell, cuyos términos fija, donación que vuelve a confirmar el 3 de septiembre de 1225 al mismo Don Poncio durante el infructuoso asedio de Peñíscola para agradecerle nuevamente la ayuda que en el cerco le presta el prelado tortosino.
Tras la rendición de Burriana, en 1233 tuvo como consecuencia que cayeran a finales del mismo verano los castillos de Borriol, Cuevas de Vinromá, Villafamés y Alcalatén, por lo que supone que en estas mismas fechas se rendirían también Miravet y Sufera. Posiblemente Miravet, si atendemos a su etimología, debió ser un monasterio de monjes guerreros musulmanes dedicados a la guerra santa, y seguramente Sufera (cuyo significado es peñasco) parece ser el enigmático Azafuz citado en un documento de Pedro I del año 1100 y como tal entidad, quedó absorbido por el vecino y prepotente Miravet después de la conquista.
Una vez conquistados Miravet y Sufera se produce la repoblación con cristianos todo el territorio. Cabanes se pobló en 1243.
En marzo de 1245, Berenguer de Trago y Guillermo Berdén, árbitros nombrados por el obispo Poncio y el maestre del Temple, delimitaban los términos de los castillos de Chivert, Miravet y Orpesa, en 1262 se dirimen las cuestiones que tenían el maestre de la Orden del Temple y el Obispo y Cabildo de Tortosa sobre la propiedad de los términos del castillo de Miravet y Sufera.
Siglo XVI
Al llegar el siglo XVI era notoria la pujanza de la villa de Cabanes en contraste con estas poblaciones limítrofes, por cuyo motivo Albalat y Miravet, con sus respectivos términos, se unieron a Cabanes en un acto solemne, ante el notario Pedro Soler, celebrado en la Casa de la Sal, el 5 de julio de 1575.
Germana de Foix le concedió el derecho de celebrar una feria de 10 días durante el mes de noviembre.
Cabanes se mantuvo en el señorío del obispado de Tortosa hasta finales del siglo XIX.
Estado actual
Hoy en día Albalat y Miravet, están en ruinas, pero su historia está muy presente entre las gentes de la comarca. En Albalat perdura la antigua iglesia y fortaleza de Santa María de la Asunción, del siglo XIV y en Miravet puede contemplarse la torre del homenaje, sus recintos y la pequeña iglesia de San Martín y San Bartolomé.

## Demografía
Cabanes cuenta con una población de 3313 habitantes (INE 2024).
| Gráfica de evolución demográfica de Cabanes entre 1842 y 2021                                                       |
| |
| Población de derecho según los censos de población del INE Población de hecho según los censos de población del INE |

| Población | 2477 | 3190 | 3758 | 3957 | 3653 | 3631 | 3444 | 3521 | 3254 | 3050 | 2762 | 2378 | 2364 | 2473 | 2734 | 3128 | 2958 |

### Economía
La agricultura es uno de los pilares económicos de la población. La distribución agrícola ocupa una superficie de 13.150 ha, siendo sus principales productos las almendras, aceitunas, naranjas, uva de mesa (moscatel) y vino, cereales y leguminosas. Predomina el ganado vacuno, lanar y cabrío.
En su línea costera, y repartido entre su término y el de Oropesa del Mar, se encuentra el complejo turístico Marina d'Or, Ciudad de Vacaciones.

### Administración y política
Las siguientes personas, representando a los siguientes partidos políticos, han ostentado el honor de ser alcalde o alcaldesa de Cabanes:
| Periodo   | Nombre                                                                                               | Partido                |
| --------- | --- | ---------------------- |
| 1979-1983 | Manuel Valls Capdevila                                                                               | UCD                    |
| 1983-1987 | Joaquín Pastor Centelles                                                                             | CP-UV                  |
| 1987-1991 | Joaquín Pastor Centelles                                                                             | AP                     |
| 1991-1995 | María Teresa Sidro Sidro                                                                             | PSPV-PSOE              |
| 1995-1999 | María Teresa Sidro Sidro                                                                             | PSPV-PSOE              |
| 1999-2003 | Artemio Siurana Gauchia                                                                              | PP                     |
| 2003-2007 | Artemio Siurana Gauchia                                                                              | PP                     |
| 2007-2011 | Artemio Siurana Gauchia                                                                              | PP                     |
| 2011-2015 | Francisco Vicente Artola Escuriola (2011-2012) Estrella Inmaculada Borrás Moreno                     | PP                     |
| 2015-2019 | Estrella Inmaculada Borrás Moreno (2015-2016) Virginia Martí Sidro (2016-2017) Soledad Segarra Mulet | PP PSPV-PSOE Compromís |
| 2019-2023 | Virginia Martí Sidro                                                                                 | PSPV-PSOE              |
| 2023-act. | David Casanova Artero                                                                                | Compromís              |

## Monumentos y lugares de interés

### Lugares religiosos

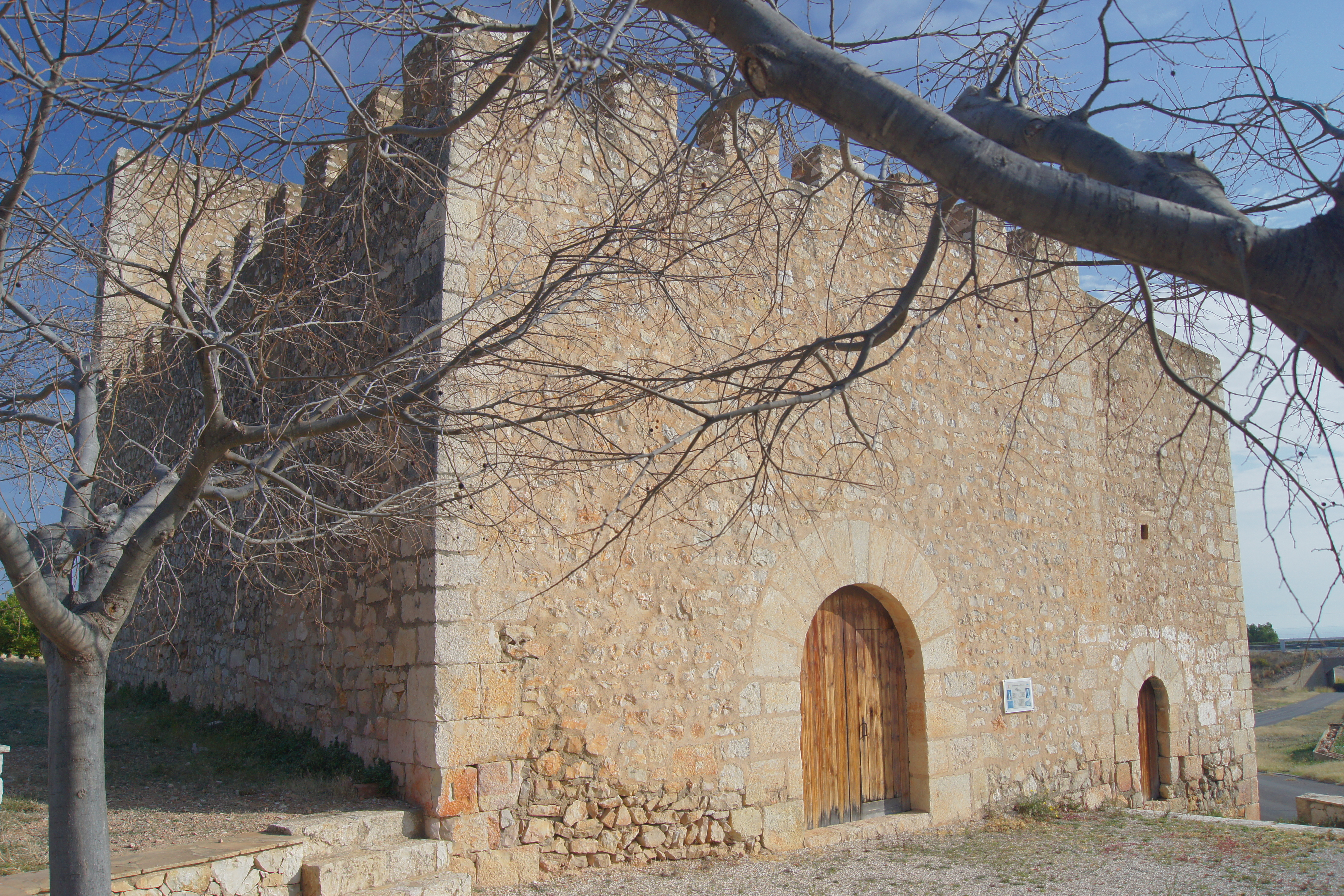
Ermita fortificada de Albalat

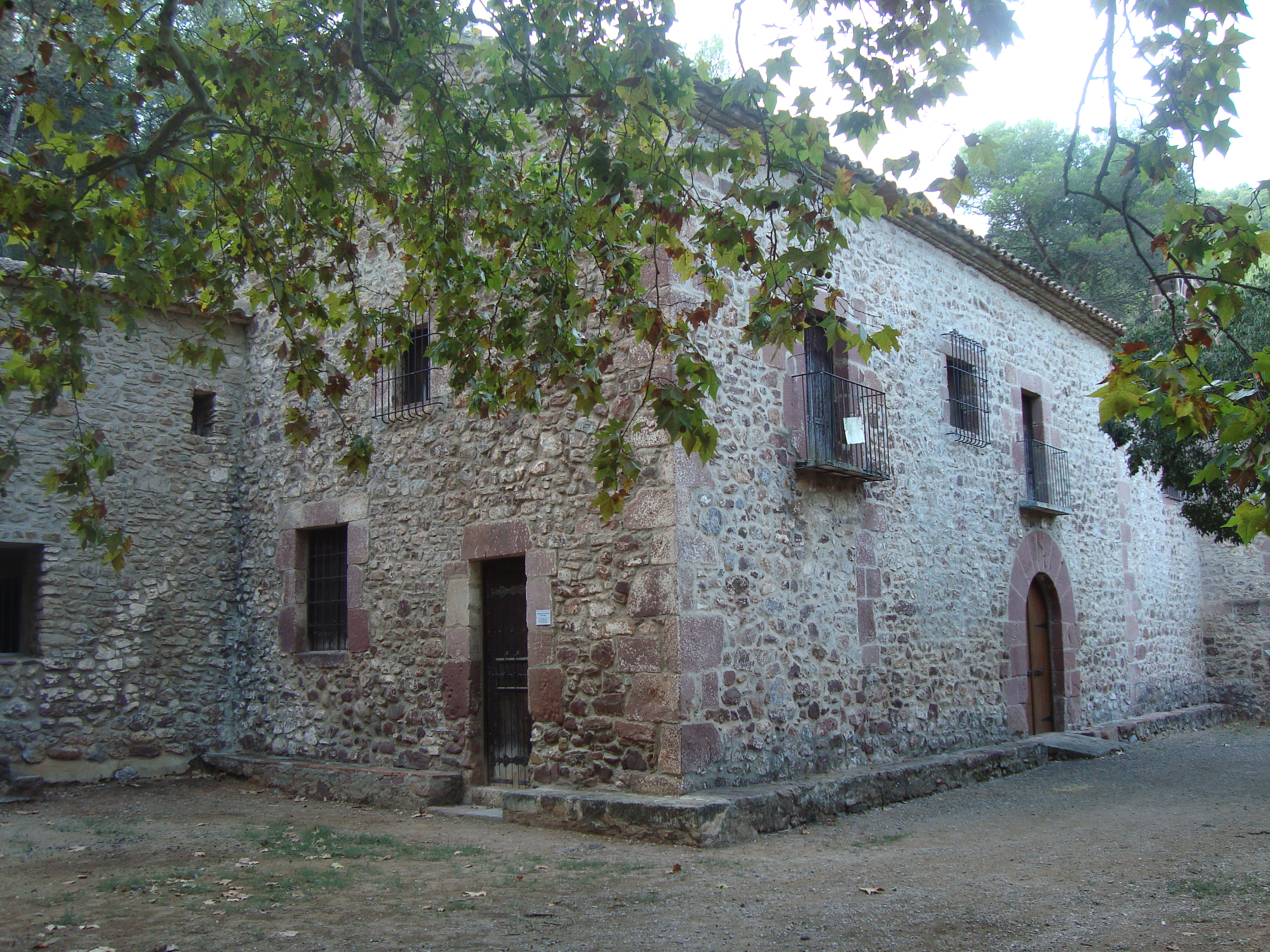
Ermitorio de Santa Águeda y Santa Lucía

- Ermita Fortificada de Albalat. Declarada Bien de Interés Cultural.
- Ermita de Santa Águeda y Santa Lucía. Este ermitorio está situado en uno de los pintorescos valles de la llamada sierra de les Santes (en el seno del Desierto de las Palmas), por estar situados estos santuarios en cada una de sus vertientes. Al de la parte de Cabanes, por su advocación, se le conoce por Les Santes y en su eremitorio se venera también a la patrona de la villa Ntra. Sra. del Buen Suceso, popularmente la Mare de Déu de les Santes. La primitiva construcción data de 1243, siendo reconstruida de nuevo entre 1611 y 1617. El edificio de la ermita consta de una sola nave y su bóveda de crucería está sostenida por dos magníficos arcos torales, cuyos contrafuertes de la parte de levante forman el artístico pórtico de su entrada lateral con fachada clásica de estilo toscano coronada por dos hornacinas para las santas. La espadaña tiene dos campanas.
- Iglesia parroquial de San Juan Bautista. Es uno de los más grandiosos templos de la diócesis, construido en el siglo XVIII, con una magnífica fachada barroca de sillería concluida en 1791.
- Ermita del Santísimo Cristo de la Agonía, ermita del Calvario del municipio de Cabanes.

### Arquitectura civil

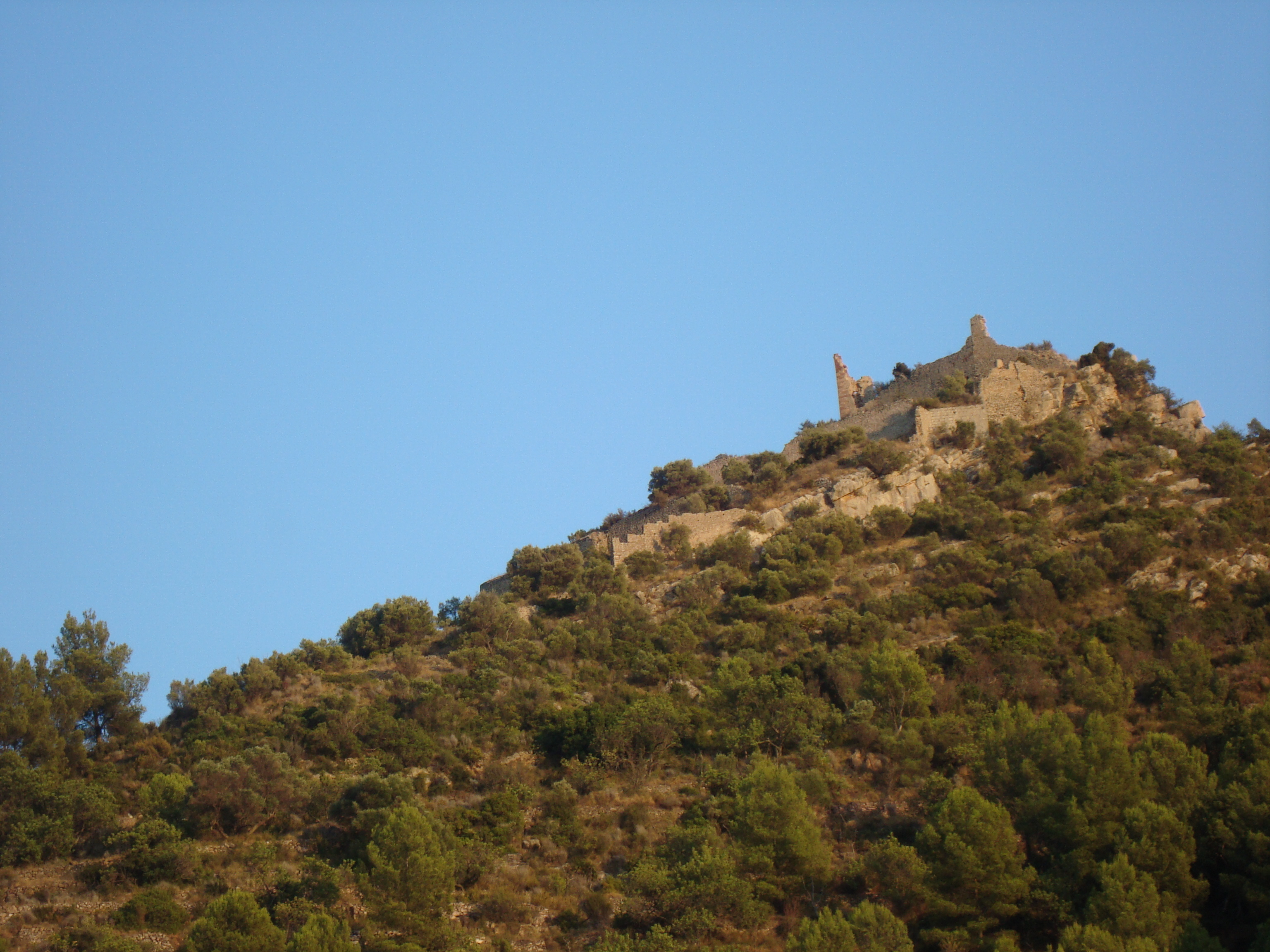
Castillo de Miravet

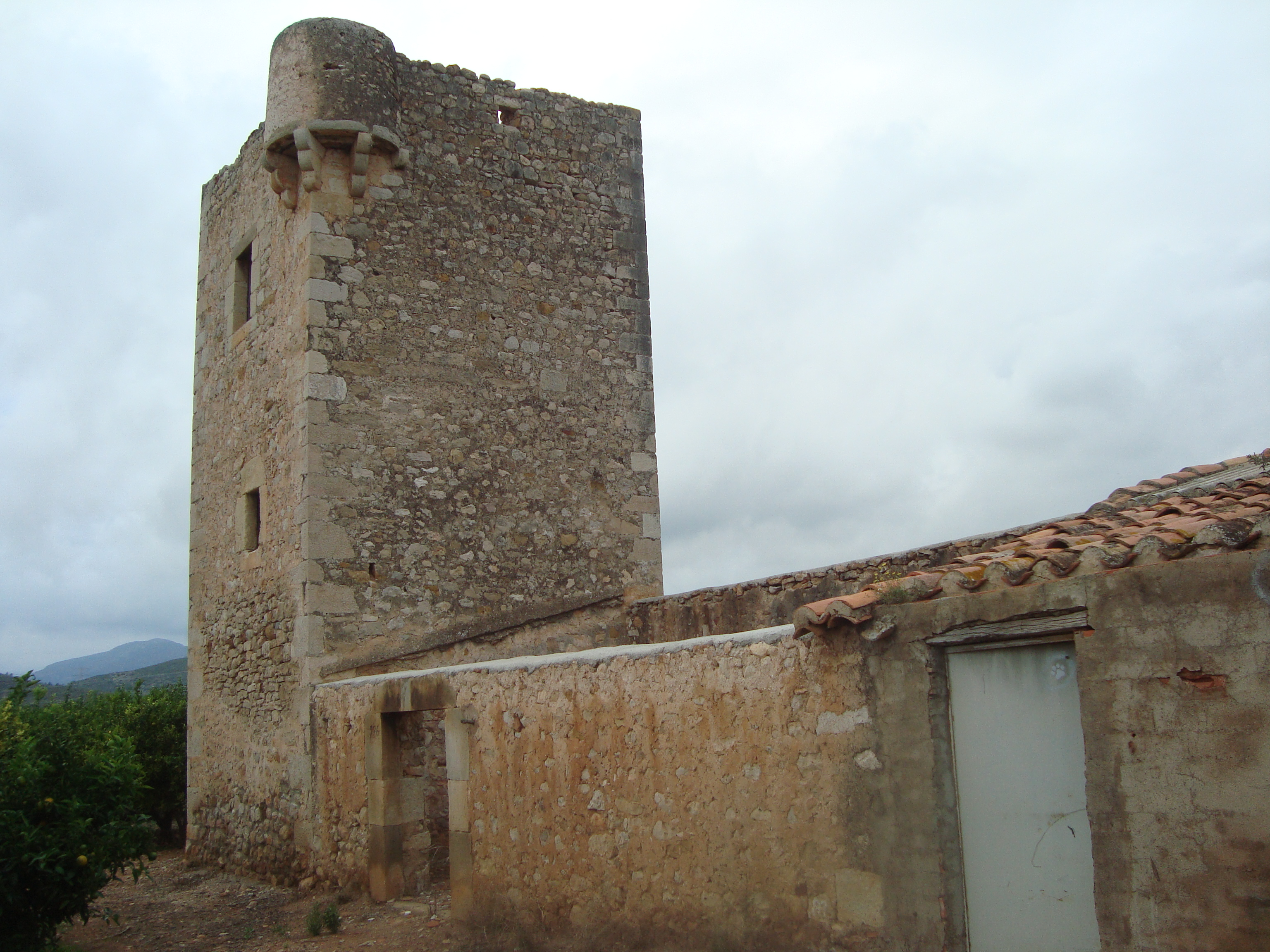
Torre Falcó, Torre dels Gats

- Arco Romano. Probablemente del siglo II, era atravesado por la Vía Augusta. Este arco está formado por dos pilares cuadrangulares sobre los que se apoya un arco de medio punto compuesto de 14 dovelas; su altura actual es de 6 metros y su luz de 4, careciendo desde el siglo XVII de enjutas y entablamento. La noticia más antigua que sobre él se conoce es del año 1243 en que lo cita la Carta puebla como deslinde. En 1533 lo visitó el cronista Pedro Antonio Beuter quien relató la leyenda que ahora conocemos sobre la gran victoria que en este lugar obtuvo el capitán Lucio Marcio Séptimo contra los cartagineses en la segunda guerra púnica, pero la crítica actual cree que su construcción es del siglo II de nuestra era. Fue declarado Monumento Histórico Artístico Nacional en 1931. Desde 1956 está unido a la población mediante una carretera.
- Recinto Amurallado de Cabanes. En el centro de la población, aunque quedan pocos restos, destaca el portal del Sitjar.
- Castillo de Miravet. Su primitivo origen es desconocido, pero sus inmediaciones estaban ya habitadas en la época prehistórica según revelan varios yacimientos de la época eneolítica, así como también se ha pretendido por algún historiador identificar el lugar del castillo con la mansión de Ildum de los itinerarios romanos, sin que hasta el presente haya plena confirmación de ello. Los datos auténticamente históricos comienzan en la época del Cid Campeador, quien lo conquistó a los moros en el año 1091 y desde 1093 a 1103 lo poseyeron varios gobernadores nombrados por Sancho Ramírez y Pedro I de Aragón con el fin de contener la invasión de los almorávides, pero no se consolidó la conquista.
- Ayuntamiento. De estilo mudéjar, (siglo XV) con ventanales góticos trilobulados y las grandiosas arcadas del interior del edificio, así como la famosa arcada o porche donde ejercía sus funciones del mustaçaf o almotacén. Conserva todavía uno de los portales de las antiguas murallas en el barrio del Sitjar -de hondo sabor medieval- y varios hornos góticos.
- Castillo de Albalat, es como su nombre indica un castillo que se encuentra en el despoblado de Albalat dels Ànecs, en la parte más septentrional del término municipal de Cabanes, ubicado en lo alto de un cerro situado en la Ribera de Cabanes,[6][7] en la comarca de la Plana Alta de la provincia de Castellón.[8] Se trata de un edificio considerado como militar y de uso defensivo datado posiblemente en el siglo XIII.[9]
- Torre Carmelet. Se trata de una torre, datada entre los siglos XV y XVI, típico ejemplo de torre defensiva, que por declaración genérica, está catalogada como Bien de Interés Cultural.
- Torre de la Sal.
- Torre del Carmen.
- Torre de los Gatos.

### Otros

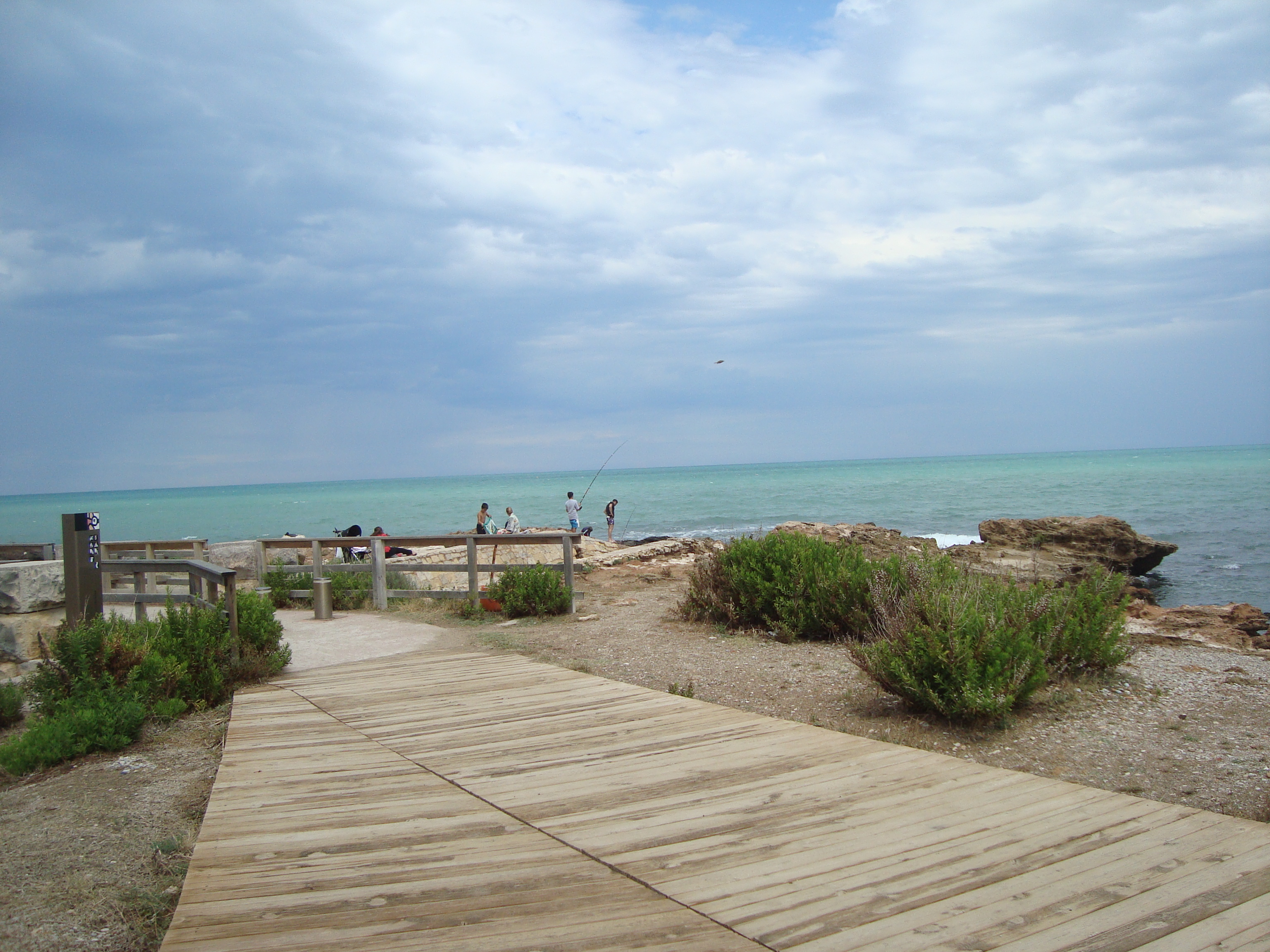
Playa de Torre de la sal

- Parque natural del Prado de Cabanes-Torreblanca: zona de humedales que aloja a diversas especies de aves acuáticas. Con su enorme valor paisajístico, constituye uno de los humedales de mayor extensión y mejor conservación de Castellón. El parque natural del Prat se extiende sobre una superficie aproximada de 800 ha. perteneciendo a los municipios de Torreblanca y Cabanes (actualmente en peligro por la construcción de complejos turísticos y continuos incendios provocados).
- Fuentes. En los montes tiene abundantes pinedas y hermosos paisajes así como típicas fuentes como las de Miravet, Font Tallà, Font del Campello y Les Santes, la cual surte de agua a la población y es considerada el agua más pura de la comarca con 15,5 hidrotimétricos.
- Playa de la Torre de la Sal. Está situada entre Oropesa del Mar y Torrenostra, junto al poblado marítimo de Torre la Sal a unos 10 km del núcleo principal de Cabanes.
- Cavidades. Existen de diversas formas o génesis como el Ullal de Cabanes donde habita una especie única en todo el mundo (Thiplatia miravetensis), o el Pla de les Foes, un sumidero en el Pla de Cabanes. También hay muchas simas como Serengue, Llom d'en Mig, Soria, Xinxabarca, Pla dels Avencs, La Ferradura o Más de la Cova, entre otros.

## Cultura

### Fiestas
- San Antonio Abad. Se celebra en enero. En la víspera se lleva a cabo la bendición de animales y la repartición de los típicos "prims y coques".
- Ntra. Sra. del Buensuceso. Romerías, festejos taurinos, verbenas, etc. Se celebra el primer domingo de mayo y durante toda la semana.
- San Pedro Apóstol. Se celebra el 29 de junio. Fiestas en honor a San Pedro Apóstol. Romería a la playa y festejos taurinos, verbenas, etc.
- San Juan Bautista y San Roque. Se celebran en agosto en el primer sábado del mes y toda la semana. Festejos taurinos, verbenas, etc.

### Gastronomía

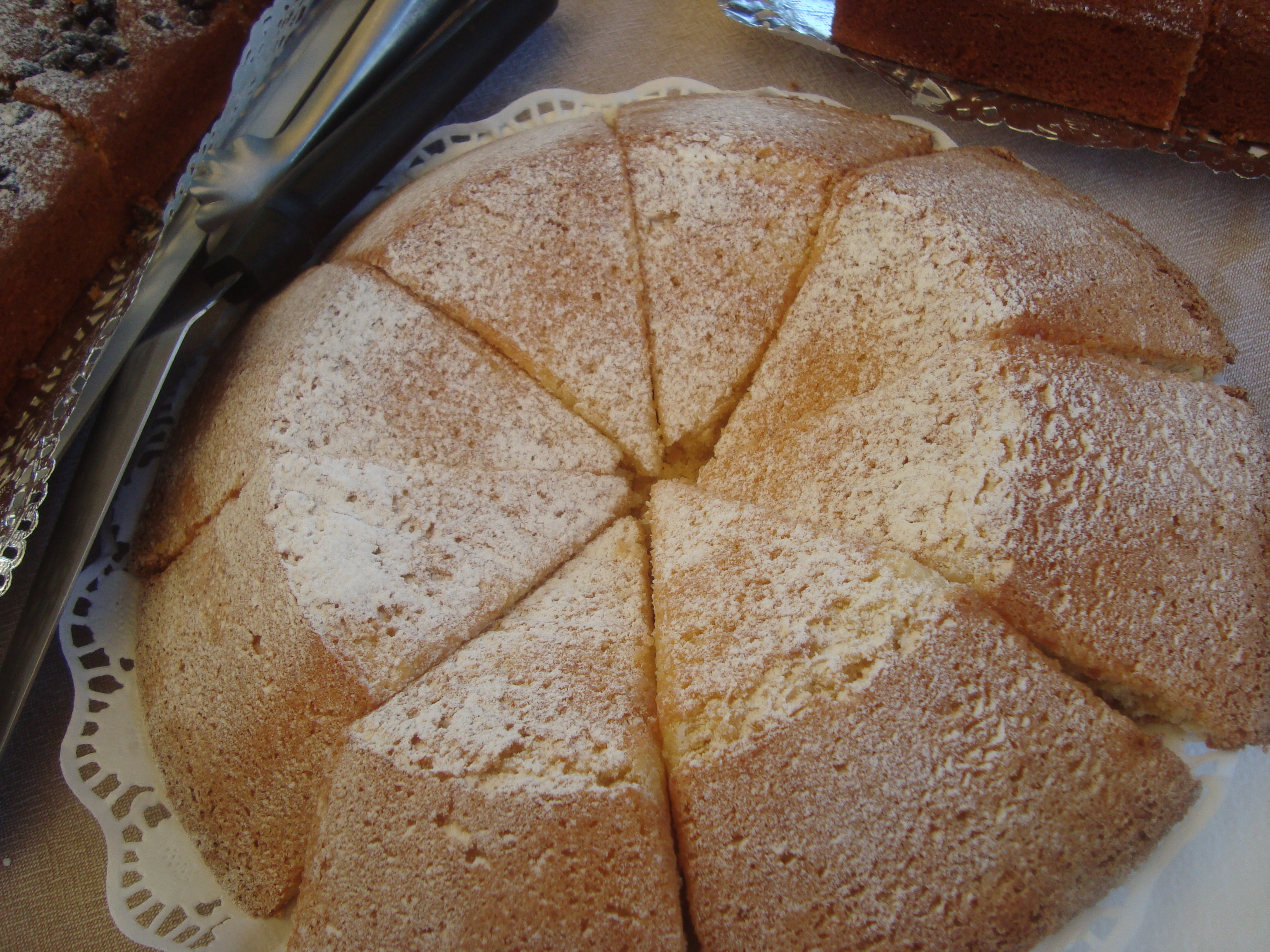
Torta de almendras

La paella es el plato más típico, destacando también las carnes de caza, conejo, perdiz, y el guiso de carne de nombre tombet. En la repostería destacan las tortas de almendra.